# Pressió d'estancament
En la dinàmica de fluids, la pressió d'estancament és la pressió estàtica en un punt d'estancament o punt de velocitat zero en un flux de fluid. En un punt d'estancament, la velocitat del fluid és zero. En un flux incompressible, la pressió d'estancament és igual a la suma de la pressió estàtica del corrent lliure i la pressió dinàmica del corrent lliure.
La pressió d'estancament es denomina de vegades «pressió de Pitot» perquè les dues pressions són numèricament iguals.

## Càlcul de la seva magnitud
La magnitud de la pressió d'estancament es pot derivar de l'equació de Bernoulli per a flux incompressible i sense canvis d'altura. Per a dos punts qualsevol 1 i 2:
{\displaystyle P_{1}+{\tfrac {1}{2}}\rho v_{1}^{2}=P_{2}+{\tfrac {1}{2}}\rho v_{2}^{2}}
Els dos punts d'interès són:
1) al flux lliure a velocitat relativa {\displaystyle v} on la pressió s'anomena «pressió estàtica» (per exemple ben lluny d'un avió que es mou a velocitat {\displaystyle v});
2) en un punt d'estancament on el fluid està en repòs respecte a l'aparell de mesura (per exemple a l'extrem d'un tub de Pitot en un avió).
Llavors 
{\displaystyle P_{\text{estàtica}}+{\tfrac {1}{2}}\rho v^{2}=P_{\text{estancament}}+{\tfrac {1}{2}}\rho (0)^{2}}
o
{\displaystyle P_{\text{estancament}}=P_{\text{estàtica}}+{\tfrac {1}{2}}\rho v^{2}}
on:
{\displaystyle P_{\text{estancament}}} és la pressió d'estancament
{\displaystyle \rho \;} és la densitat del fluid
{\displaystyle v} és la velocitat del fluid
{\displaystyle P_{\text{estàtica}}} és la pressió estàtica
Així, la pressió d'estancament s'incrementa sobre la pressió estàtica, en la quantitat {\displaystyle {\tfrac {1}{2}}\rho v^{2}} que s'anomena «pressió dinàmica» o «pressió d'ariet» perquè és el resultat del moviment del fluid. A l'exemple d'un avió, la pressió d'estancament seria la pressió atmosfèrica més la pressió dinàmica.
No obstant això, en el flux compressible, la densitat del fluid és més gran al punt d'estancament que al punt estàtic. Per tant, {\displaystyle {\tfrac {1}{2}}\rho v^{2}} no es pot utilitzar per a la pressió dinàmica. Per a molts propòsits al flux compressible, l'entalpia d'estancament o la temperatura d'estancament té un paper similar al de la pressió d'estancament al flux incompressible.

## Flux compressible
La pressió d'estancament és la pressió estàtica que conserva un gas quan és portat al repòs isentròpic de nombre de Mach M.
{\displaystyle {\frac {p_{t}}{p}}=\left(1+{\frac {\gamma -1}{2}}M^{2}\right)^{\frac {\gamma }{\gamma -1}}\,}
o, suposant un procés isentròpic, la pressió d'estancament es pot calcular a partir de la relació entre la temperatura d'estancament i la temperatura estàtica:
{\displaystyle {\frac {p_{t}}{p}}=\left({\frac {T_{t}}{T}}\right)^{\frac {\gamma }{\gamma -1}}\,}
on:
{\displaystyle p_{t}} és la pressió d'estancament
{\displaystyle p} és la pressió estàtica
{\displaystyle T_{t}} és la temperatura d'estancament
{\displaystyle T} és la temperatura estàtica
{\displaystyle \gamma } és la relació de calors específiques
La derivació anterior només és vàlida per al cas en què se suposa que el gas és calòricament perfecte (se suposa que les calors específiques i la relació de les calors específiques {\displaystyle \gamma } són constants amb la temperatura).